# Hans Galinsky
Hans Karl Galinsky (* 12. Mai 1909 in Breslau; † 25. Juli 1991 in Mainz) war ein deutscher Amerikanist.

## Leben
Hans Galinsky studierte 1927 bis 1932 an der Universität Breslau, Universität Heidelberg und am King’s College London Germanistik, Anglistik, Geschichte und Philosophie. Nach der Promotion am 17. Februar 1932 in Breslau und dem ersten Staatsexamen am 9. Juli 1932 ebenda war er Lektor, Universität London für Deutsch (1933–1934), an der Universität Manchester (1934–1935) und an der Friedrich-Wilhelms-Universität zu Berlin (1935–1939). Galinsky trat zum 1. Oktober 1933 der NSDAP bei (Mitgliedsnummer 3.285.727) und fungierte in Manchester als Ortsgruppenleiter der NSDAP/AO. Er war ab 1937 Mitarbeiter der Parteiamtlichen Prüfungskommission zum Schutze des NS-Schrifttums.
Nach der Habilitation 1938 in Berlin lehrte er von 1942 bis 1945 als ordentlicher Professor an der Reichsuniversität Straßburg im besetzten Frankreich.
Nach dem zweiten Staatsexamen am 5. Oktober 1950 in Tübingen war er 1950 bis 1952 Lehrbeauftragter an der Universität Tübingen. Von 1952 bis 1953 lehrte er als außerordentlicher Professor in Mainz. Von 1953 bis zur Emeritierung 1977 war der Vater von Karl Galinsky ordentlicher Professor für Vergleichende Literaturwissenschaft und Amerikanistik der Universität Mainz.

## Schriften (Auswahl)

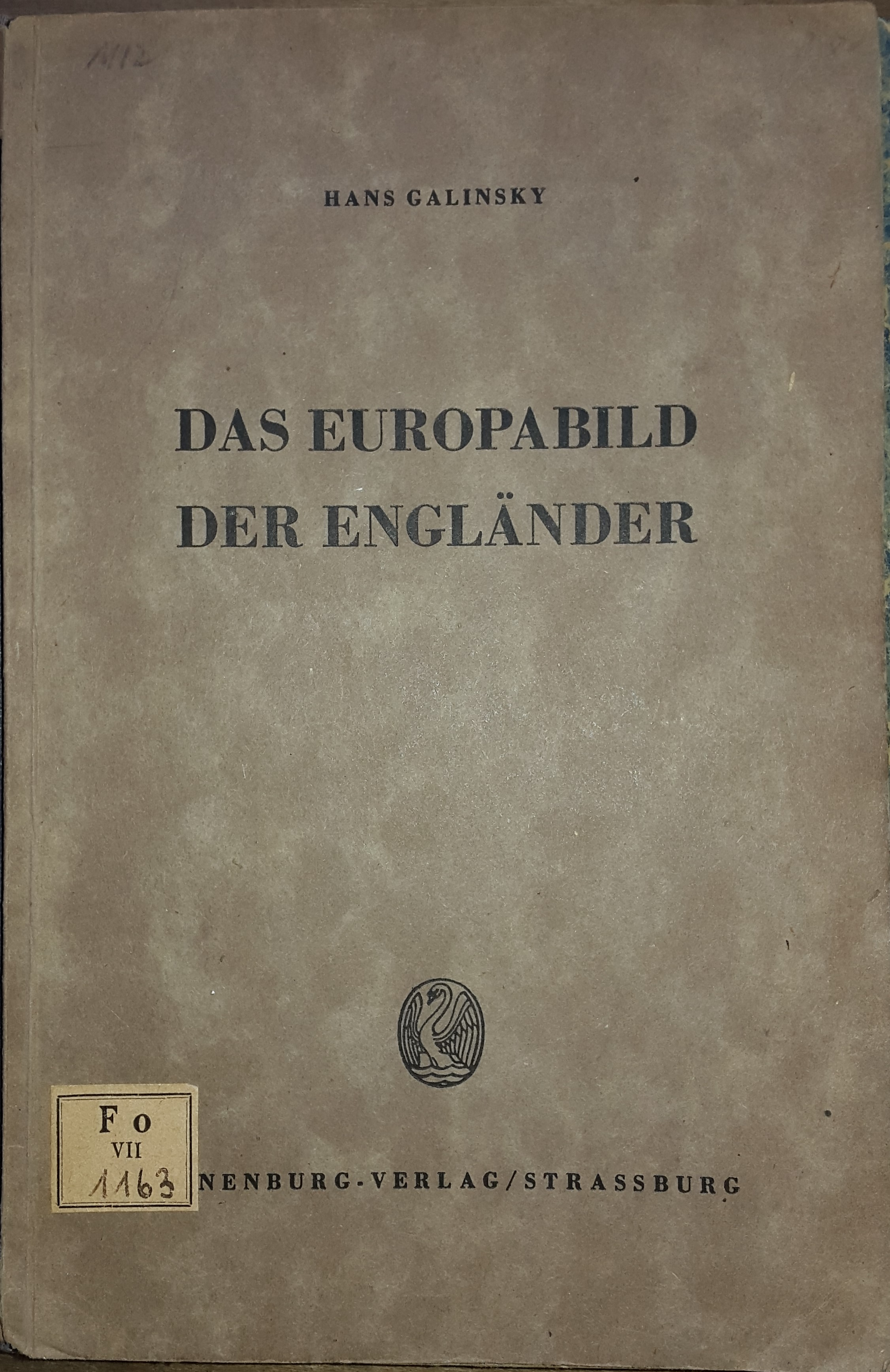
Das Europabild der Engländer (1942)

- Der Lucretia-Stoff in der Weltliteratur. Breslau 1932, OCLC 812727164.
- Deutsches Schrifttum der Gegenwart in der englischen Kritik der Nachkriegszeit (1919–1935). Ein Versuch über die Lebensbedingungen das kulturpolitische Wirken des deutschen Buches im Ausland. München 1938, OCLC 767886.
- Deutschland in der Sicht von D. H. Lawrence und T. S. Eliot. Eine Studie zum anglo-amerikanischen Deutschlandbild des 20. Jahrhunderts. Verlag der Akademie der Wissenschaften und der Literatur in Mainz, Mainz 1956 (= Abhandlungen der geistes- und sozialwissenschaftlichen Klasse der Akademie der Wissenschaften und der Literatur in Mainz. Jahrgang 1956, Nr. 1).
- Amerikanisches Geschichtsbewußtsein im Dichtwerk. Kolonialzeit als fortwirkendes Thema in der amerikanischen Literatur des 20. Jahrhunderts. Interpretationen für Sekundarstufe 2 und Proseminar zu Texten von William Carlos Williams, Carl Sandburg, Langston Hughes, Arthur Miller und John Barth. Frankfurt am Main 1983, ISBN 3-425-04205-X.
- Das amerikanische Englisch: Seine innere Entwicklung und internationale Ausstrahlung. Ein kritischer Forschungsbericht als Einführung in die Grundlegungsphase der sprachwissenschaftlichen Amerikanistik (1919–1945). Tübingen 1985, ISBN 3-87808-816-7.